# Die Rundköpfe und die Spitzköpfe
Die Rundköpfe und die Spitzköpfe ist die 1985 geschaffene Aufzeichnung des Fernsehens der DDR einer Inszenierung von Alexander Lang am Deutschen Theater Berlin nach einem Bühnenstück von Bertolt Brecht aus dem Jahr 1932.

## Handlung
Der überwiegend agrarorientierte südländische Phantasiestaat Jahoo ist zerrüttet und bankrott. Es wird zwar viel produziert, aber die Pächter verarmen und wollen den Herren Pacht und Steuern nicht mehr zahlen. Um die Einnahmen des Staates zu verbessern, ist eine Salzsteuer angedacht. Im Lande formiert sich eine Rebellion. Die armen Pächter Jahoos hatten sich unter dem Zeichen der „Sichel“ zusammengerottet, um gegen ihre mächtigen Pachtherren zu revoltieren. Da der Vizekönig selbst einer der größten Pachtherren in Jahoo ist, beschließt er nach Rücksprache mit dem Staatsrat Missena, vorübergehend dem populären Abenteurer Angelo Iberin die Regierungsgeschäfte zu übertragen. Dieser schlägt vor, das Volk, statt wie bisher in arm und reich, nunmehr in Tschuchen (Rundköpfe) und Tschichen (Spitzköpfe) einzuteilen. Um von den unpopulären Maßnahmen wie einer geplanten neuen Steuer oder gar einem in Erwägung gezogenen Feldzug gegen die zahlungsunwilligen Pächter abzulenken, erklärt Angelo Iberin flugs die Spitzköpfe zu alleinigen Sündenböcken. Nun erhoffen sich die Kleinbürger, zu denen Frau Cornamontis, Frau Tomaso, Herr Palmosa und Herr Callamassi gehören, eine Verbesserung ihrer eigenen sozialen Position. Währenddessen verbreitet Iberins Privatarmee Angst und Schrecken unter der Bevölkerung. Aber die tschuchischen Pächter, allen voran Callas, sind nicht mehr von der Sinnhaftigkeit eines Bürgerkriegs überzeugt. Der tschuchische Pachtherr de Guzman, der mit Nanna, der Tochter des Pächters Callas, ein Verhältnis hat, wird vor Gericht geschleift und von Iberin, nachdem dieser den eigentlich amtierenden Richter abgesetzt hat, zum Tode verurteilt. Inzwischen ist es aber nicht mehr opportun, die reichen, staatstragenden Tschichen zu verfolgen. Dank Iberins „Gewaltkur“ konnte die Staatskrise abgewehrt werden. Der Vizekönig kehrt zurück, um mit rund- und spitzköpfigen Pachtherrn zu speisen. Am Ende sind sie, wo sie immer waren, auf der Höhe der Macht, und Herrn Iberin, der sie ihnen erhalten half, wird nach besorgtem Geschäft der Platz des Büttels zugewiesen. Der noch eben um sein Leben bangende de Guzman kommt frei.

## Produktion
Das Stück wurde von Brecht ab 1932 in längeren Zeitabschnitten und mehreren Fassungen konzipiert und geschrieben. In der dänischen Emigration zu Ende gebracht, erlebte es 1936 seine Uraufführung in Kopenhagen. Die Premiere der dem Film zugrunde liegenden Inszenierung von Alexander Lang erfolgte zu den XXVII. Berliner Festtagen 1983, kurz nach der festlichen Wiedereröffnung des 100-jährigen Deutschen Theaters Berlin. Das Bühnenbild und die Kostüme schuf Volker Pfüller.
Die Ausstrahlung im 2. Programm des Fernsehens der DDR erfolgte am 19. Oktober 1985.

## Kritik
Rainer Kerndl befand in der Tageszeitung Neues Deutschland, dass der Aufführungsstil von der Groteske bestimmt ist, auch Kostüm- und Maskendetails unterstreichen dieses. Clowneske Mittel werden in fast pantomimische Stilisierung getrieben, stimmige wie gekünstelte Dialekte zur Figurencharakterisierung benutzt. Oft sind selbst für dramaturgisch zweitrangige Momente noch inszenatorische und spielerische Einfälle gefunden, die sie zu brillanten, komödiantisch-hintersinnigen Vorgängen hochtreiben. Helmut Ullrich von der Neuen Zeit stellte fest, dass nicht alle der hier eingesetzten Theatermittel von unerhörter Neuartigkeit, aber mit enormer Intelligenz angewandt sind.